# Mieczysław Norwid-Neugebauer

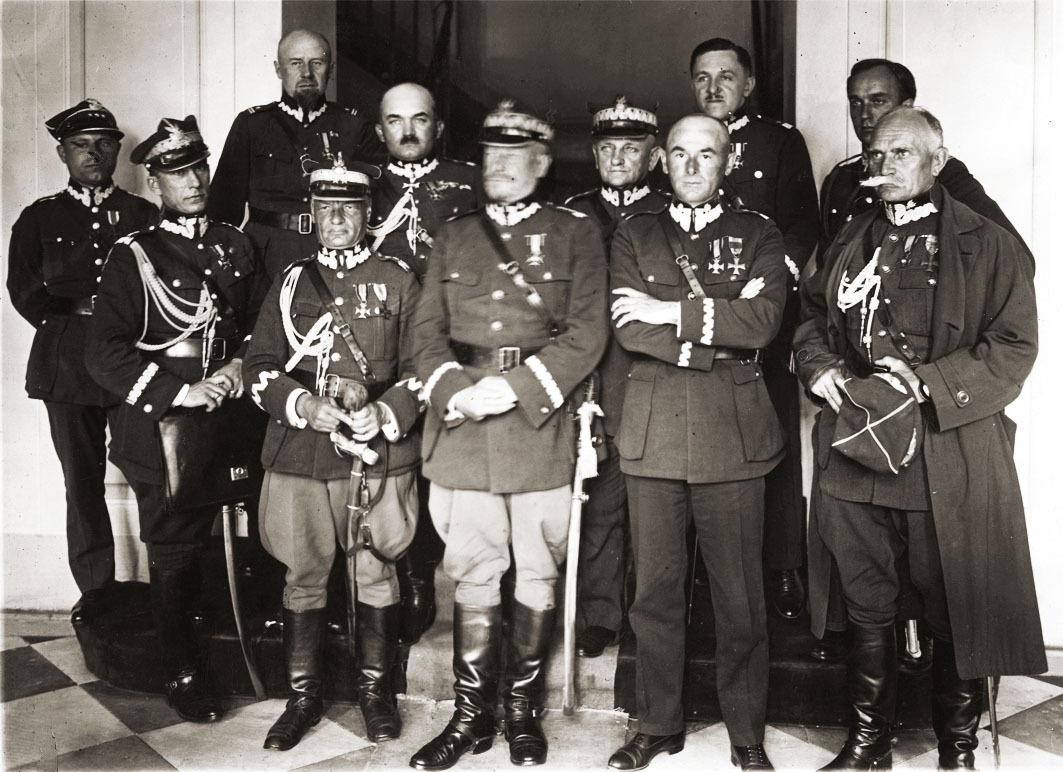
Konferencja inspektorów armii w Warszawie, początek 1926. Pierwszy rząd od lewej: gen. Mieczysław Norwid-Neugebauer, gen. Jan Romer, gen. Lucjan Żeligowski, gen. Edward Śmigły-Rydz, gen. Aleksander Osiński. Drugi rząd od lewej: NN, mjr Aleksander Prystor, gen. Józef Rybak, gen. Leonard Skierski, gen. Tadeusz Piskor, płk Tadeusz Kasprzycki

Mieczysław Norwid-Neugebauer (ur. 15 lutego 1884 w Rzejowicach, zm. 18 października 1954 w Toronto) – generał dywizji Wojska Polskiego, minister robót publicznych (1930–1932), kawaler Orderu Virtuti Militari.

## Życiorys

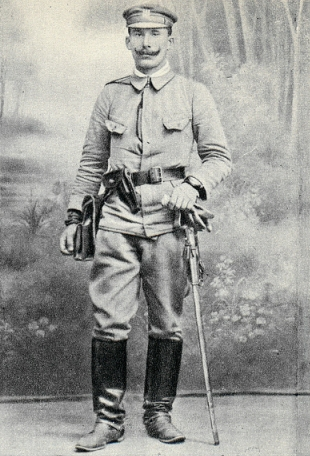
Mieczysław Norwid-Neugebauer jako oficer Legionów

Ukończył Gimnazjum gen. Pawła Chrzanowskiego w Warszawie (1906) i Wydział Mechaniki Politechniki Lwowskiej (1911). Przed I wojną światową działał w organizacjach wojskowo-niepodległościowych. Członek Związku Młodzieży Polskiej „Zet”, a następnie Organizacji Młodzieży Niepodległościowej „Zarzewie”. W latach 1909–1910 był naczelnym komendantem Polskiego Związku Wojskowego, a następnie w latach 1910–1911 – komendantem Armii Polskiej. Następnie komendant obwodu Polskich Drużyn Strzeleckich w Krakowie oraz zastępca komendanta naczelnego i komendanta ekspozytury komendy naczelnej Polskich Drużyn Strzeleckich w Krakowie. W latach 1914–1917 oficer w Legionach Polskich. od sierpnia 1914 dowódca 2 kompanii kadrowej, komendant obozowy w Krzeszowicach i Miechowie, dowódca 2 i 5 baonu oraz 5 pułku piechoty, od maja 1915 dowódca 2 i 3 pułku piechoty, od października 1915 dowódca 6 pułku piechoty. Od 27 kwietnia 1917 roku obowiązki komendanta pułku łączył z funkcją komendanta III Brygady Legionów Polskich. Po kryzysie przysięgowym internowany w Lublinie.
Po odzyskaniu niepodległości w listopadzie 1918 na różnych stanowiskach dowódczych w Wojsku Polskim: szef sztabu Dowództwa Okręgu Generalnego „Kielce”, szef sztabu Dowództwa Okręgu Generalnego „Poznań”, kwatermistrz Frontu Litewsko-Białoruskiego i 4 Armii, w czerwcu 1920 wyznaczony został na stanowisko kwatermistrza w Dowództwie Etapów Wojsk Polskich na Ukrainie. 17 lipca 1920 mianowany został II zastępcą szefa Sztabu Generalnego – głównym kwatermistrzem. W listopadzie tego roku stanął na czele Ekspozytury Ministerstwa Spraw Wojskowych powołanej do koordynowania spraw demobilizacyjnych. Równocześnie powierzono mu funkcję szefa Oddziału IV Sztabu Ministerstwa Spraw Wojskowych.
1 maja 1920 Naczelny Wódz Pierwszy Marszałek Polski Józef Piłsudski dekretem L. 2126, wydanym na podstawie Ustawy Sejmowej z 2 sierpnia 1919 o ustaleniu starszeństwa i nadaniu stopni oficerskich w WP zatwierdził go z dniem 1 kwietnia 1920 w stopniu generała podporucznika. 3 maja 1922 zweryfikowany został w stopniu generała brygady ze starszeństwem z dniem 1 czerwca 1919.
W latach 1921–1923 dowódca 28 Dywizji Piechoty. Z dniem 10 grudnia 1923 został mianowany szefem Departamentu VII Ministerstwa Spraw Wojskowych.
1 grudnia 1924 Prezydent RP Stanisław Wojciechowski na wniosek Ministra Spraw Wojskowych, gen. dyw. Władysława Sikorskiego awansował go na generała dywizji ze starszeństwem z dniem 15 sierpnia 1924 i 14. lokatą w korpusie generałów.
W październiku 1925 został „przesunięty do dyspozycji Ministra Spraw Wojskowych z przeniesieniem służbowym z dniem 15 listopada tego roku na III Kurs Centrum Wyższych Studiów Wojskowych”. W grudniu tego roku powołany został na stanowisko I zastępcy szefa Administracji Armii.
Inspektor armii: 1926–1930 we Lwowie, 1932–1935 w Toruniu, 1935–1939 w Warszawie. W latach 1930–1932 minister robót publicznych w rządach Walerego Sławka i Aleksandra Prystora. Zarzuca się mu zdławienie rozwoju motoryzacji w Polsce przez wprowadzenie w 1931 roku wysokich opłat na Państwowy Fundusz Drogowy i preferowanie kolei, co doprowadziło do spadku liczby samochodów i zmniejszania ich produkcji w kolejnych kilku latach, utrwalając zacofanie techniczne kraju. 3 września 1939 mianowany szefem Polskiej Misji Wojskowej w Londynie i natychmiast oddelegowany dla interwencji w sprawie wywiązania się Wielkiej Brytanii z zobowiązań sojuszniczych wobec Polski. Interwencje Norwid-Neugebauera w Londynie w kwestii przyrzeczonej Polsce w maju 1939 ofensywy powietrznej RAF-u nad Niemcami były bezskuteczne. Funkcję Szefa Misji Wojskowej sprawował do stycznia 1940 r. Od października 1942 do demobilizacji w 1947 Szef Administracji Polskich Sił Zbrojnych. Po demobilizacji pozostał na emigracji, osiedlając się w Kanadzie.
Był autorem książki Kampania wrześniowa 1939 r. w Polsce (Londyn 1941).
Zmarł w Toronto. Został pochowany na Pine Hills Cemetery w Kanadzie.

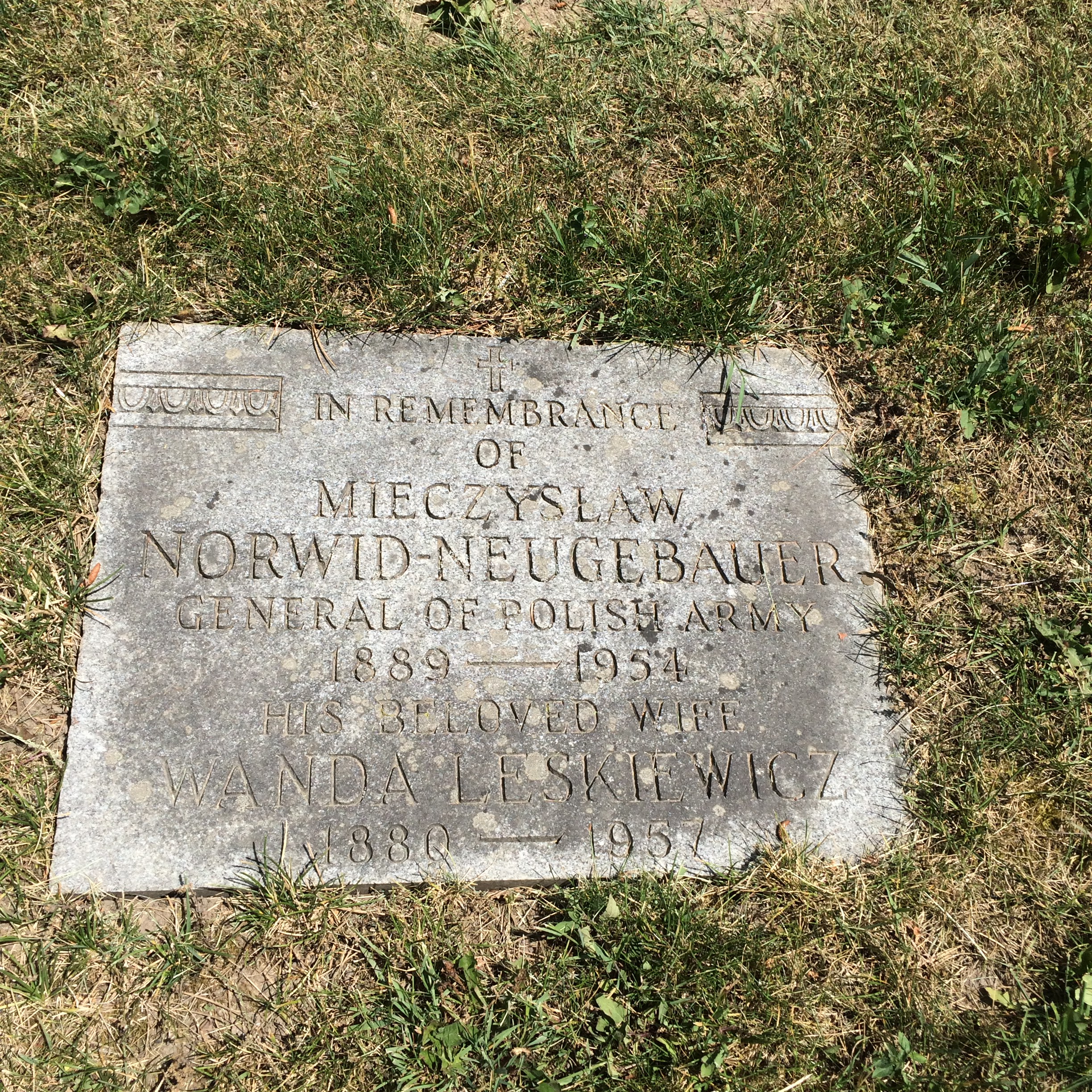
Grób Mieczysława Norwid-Neugebauera na cmentarzu Pine Hills Cemetery w Kanadzie

## Życie prywatne
29 listopada 1918 zawarł związek małżeński z Wandą Jadwigą, z domu Leśkiewicz, primo voto Bilewską, działaczką społeczną, senatorem.

## Ordery i odznaczenia
- Krzyż Srebrny Orderu Wojskowego Virtuti Militari nr 5218 (28 lutego 1922)[15][16]
- Krzyż Komandorski z Gwiazdą Orderu Odrodzenia Polski (11 listopada 1936)[17][18]
- Krzyż Komandorski Orderu Odrodzenia Polski (2 maja 1923)[15][19][20]
- Krzyż Niepodległości z Mieczami (27 czerwca 1938)[21][22]
- Krzyż Walecznych (dziewięciokrotnie[15], po raz 1, 2 i 3 w 1922[23])
- Złoty Krzyż Zasługi (11 lutego 1925)[24][15][25]
- Medal Pamiątkowy za Wojnę 1918–1921[15]
- Medal Dziesięciolecia Odzyskanej Niepodległości[15]
- Srebrny Medal za Długoletnią Służbę[2]
- Odznaka za Rany i Kontuzje (trzykrotnie)
- Znak oficerski „Parasol”[2]
- Odznaka „Za wierną służbę”
- Odznaka Pamiątkowa Generalnego Inspektora Sił Zbrojnych (12 maja 1936)
- Wielka Wstęga Orderu Korony Rumunii (Rumunia, 1928)[26][27]
- Wielki Oficer Orderu Korony Rumunii (Rumunia)[15]
- Komandor Orderu Legii Honorowej (Francja, 1939)[28]
- Oficer Orderu Legii Honorowej (Francja, 15 listopada 1923)[7]
- Order Żelaznej Korony III klasy z dekoracją wojenną (Austro-Węgry, 1916)[29]